# St.-Marien-Kirche (Drohndorf)

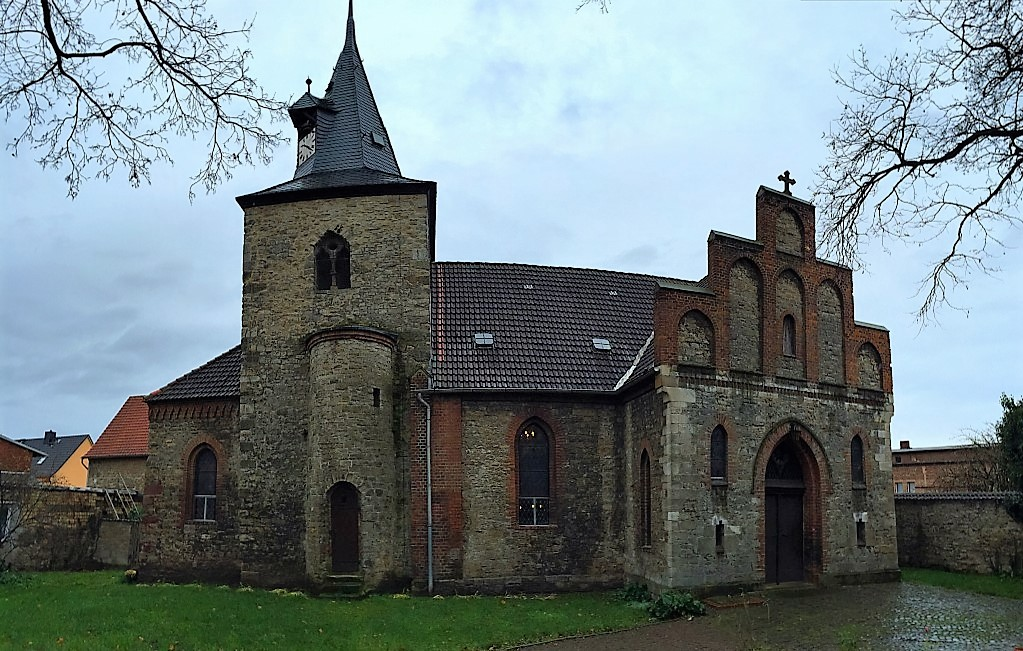
Dorfkirche St. Marien

Die St.-Marien-Kirche ist eine Dorfkirche im Ascherslebener Ortsteil Drohndorf. Die evangelische Kirchengemeinde Drohndorf gehört zur Parochie Sandersleben innerhalb der Evangelischen Landeskirche Anhalts.

## Bauwerk
An Stelle der heutigen Kirche stand ein Vorgängerbau, der im Dreißigjährigen Krieg völlig zerstört und danach wieder aufgebaut wurde. Dabei wurde der Turm an der Ostseite der Kirche über dem Chorraum errichtet. Dieser wurde 2010 saniert; auch das Uhrwerk wurde restauriert und im Turm ausgestellt. Der Eingang liegt bemerkenswerterweise auf der Nordseite der Kirche. Im Inneren befinden sich zahlreiche Wandmalereien. Im Jahr 2003 wurde die bis dahin namenlose Kirche in St.-Marien-Kirche benannt.

## Glocken

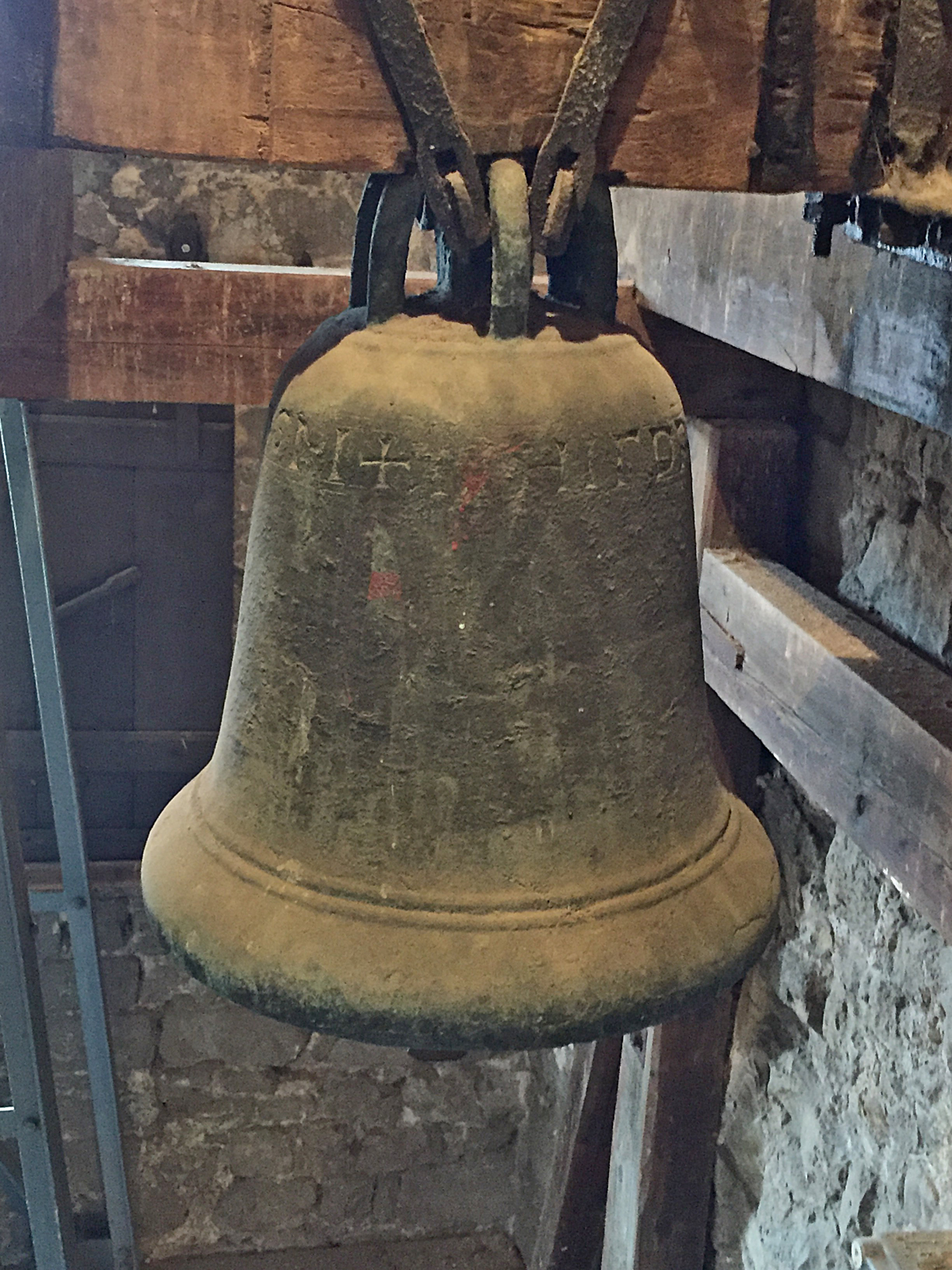
Alte Glocke der St. Marienkirche aus dem 11.–12. Jahrhundert

Im Kirchturm befinden sich insgesamt vier Glocken, darunter eine sehr alte Bienenkorbglocke, datiert auf 1098, wobei Experten ihre Entstehung etwas später zu Beginn des 12. Jahrhunderts vermuten. Die rund 100 kg schwere Bronzeglocke gehört zu den ältesten erhaltenen Kirchenglocken in ganz Deutschland und ist wohl die älteste noch angeschlagene Glocke in Norddeutschland. Ebenso historisch ist die große Glocke aus Bronze, die sogenannte Marienglocke. Sie stammt vermutlich aus dem ehemaligen Kloster Mehringen und wird auf das 13. Jahrhundert datiert. Sie ist beschädigt und wird nicht angeschlagen. Zwei Stahlglocken bilden das Geläut der Kirche.